# Ana Doroteia, Abadessa de Quedlimburgo
Ana Doroteia de Saxe-Weimar (12 de novembro de 1657 – 24 de junho de 1704) foi uma princesa de Saxe-Weimar que reinou como princesa-abadessa de Quedlimburgo desde 1684 até à sua morte.

## Vida
Nascida em Weimar, a duquesa Ana Doroteia era a filha mais velha de João Ernesto II, Duque de Saxe-Weimar, e da princesa Cristina Isabel de  Eslésvico-Holsácia-Sonderburgo.
O seu pai decidiu que ela devia seguir uma vida religiosa quando Ana Doroteia ainda era uma criança. Entre 1681 e 1684, Ana foi enviada para os mosteiros de Quedlimburgo. Quando a princesa-abadessa Ana Sofia II morreu, Ana Doroteia foi escolhida para a suceder, embora com algumas dificuldades que levaram à intervenção do guardião da abadia e membro da Casa de Wettin, João Jorge III, Eleitor da Saxónia. O eleitor concordou com a eleição a 4 de Setembro de 1684 e o sacro-imperador Leopoldo I confirmou-a a 29 de Janeiro de 1685.
Em 1698, Frederico Augusto I, que sucedeu como eleitor da Saxónia em 1694 e tinha sido eleito rei da Polónia em 1697, estava a precisar de dinheiro, uma vez que a sua eleição tinha costado uma fortuna. Assim, o rei da Polónia decidiu vender os seus direitos de protecção sobre a abadia-principado ao eleitor Frederico III de Brandemburgo. A mudança não foi bem recebida pelos habitantes de Quedlimburgo nem pela princesa-abadessa, uma vez que levou à redução dos seus poderes e à perda de muitas das possessões da abadia. A princesa-abadessa protestou contra a venda e recusou-se a reconhecer o eleitor de Brandemburgo como o novo guardião da abadia até este enviar um exército para a forçar a fazê-lo. Tal como muitas das suas antecessoras, Ana Doroteia envolveu-se muitas vezes em conflitos com o Conselho da cidade de Quedlimburgo e com o seu guardião.
Ana Doroteia teve vários problemas de saúde ao longo do ano de 1703 e viajou até Carlsbad para recuperar, mas não conseguiu. Morreu no ano seguinte e foi sepultada em Weimar.

## Genealogia
| Ana Doroteia, Abadessa de Quedlimburgo | Pai: João Ernesto II, Duque de Saxe-Weimar             | Avô paterno: Guilherme, Duque de Saxe-Weimar                        | Bisavô paterno: João II, Duque de Saxe-Weimar                     |
| Ana Doroteia, Abadessa de Quedlimburgo | Pai: João Ernesto II, Duque de Saxe-Weimar             | Avô paterno: Guilherme, Duque de Saxe-Weimar                        | Bisavó paterna: Doroteia Maria de Anhalt                          |
| Ana Doroteia, Abadessa de Quedlimburgo | Pai: João Ernesto II, Duque de Saxe-Weimar             | Avó paterna: Leonor Doroteia de Anhalt-Dessau                       | Bisavô paterno: João Jorge I, Príncipe de Anhalt-Dessau           |
| Ana Doroteia, Abadessa de Quedlimburgo | Pai: João Ernesto II, Duque de Saxe-Weimar             | Avó paterna: Leonor Doroteia de Anhalt-Dessau                       | Bisavó paterna: Doroteia do Palatinado-Simmern                    |
| Ana Doroteia, Abadessa de Quedlimburgo | Mãe: Cristina Isabel de Eslésvico-Holsácia-Sonderburgo | Avô materno: João Cristiano, Duque de Schleswig-Holstein-Sonderburg | Bisavô materno: Alexandre, Duque de Schleswig-Holstein-Sonderburg |
| Ana Doroteia, Abadessa de Quedlimburgo | Mãe: Cristina Isabel de Eslésvico-Holsácia-Sonderburgo | Avô materno: João Cristiano, Duque de Schleswig-Holstein-Sonderburg | Bisavó materna: Doroteia de Schwarzburg-Sondershausen             |
| Ana Doroteia, Abadessa de Quedlimburgo | Mãe: Cristina Isabel de Eslésvico-Holsácia-Sonderburgo | Avó materna: Ana de Oldemburgo-Delmenhorst                          | Bisavô materno: António II, Conde de Oldemburgo-Delmenhorst       |
| Ana Doroteia, Abadessa de Quedlimburgo | Mãe: Cristina Isabel de Eslésvico-Holsácia-Sonderburgo | Avó materna: Ana de Oldemburgo-Delmenhorst                          | Bisavó materna: Sibila Isabel de Brunsvique-Dannenberg            |